# Jan Młoszewski
Jan Marian Młoszewski (ur. 8 września?/20 września 1897 w Kijowie , zm. 15 kwietnia 1977 w Kingston) – major dyplomowany artylerii Wojska Polskiego, kawaler Orderu Virtuti Militari.

## Życiorys
Urodził się 20 września 1897 w Kijowie. Ukończył szkołę średnią. Po wybuchu I wojny światowej został wcielony do armii rosyjskiej i wysłany na front. Ukończył wojenny kurs oficerski. Od listopada 1918 służył w Wojsku Polskim. Uczestniczył w wojnie polsko-bolszewickiej. Zweryfikowany w stopniu porucznika artylerii ze starszeństwem od 1 czerwca 1919 służył w 4 dak w Suwałkach, gdzie pełnił różne funkcje, m.in. dowódcy baterii. Awansowany do stopnia kapitana 1 stycznia 1928. W latach 1929–1931 słuchacz Wyższej Szkoły Wojennej w Warszawie, po ukończeniu której, w listopadzie 1931 w stopniu kapitana dypl. artylerii został przydzielony na stanowisko oficera sztabu 3 w Samodzielnej Brygady Kawalerii w Wilnie. W 1937 został przeniesiony do Generalnego Inspektoratu Sił Zbrojnych w Warszawie. Na stopień majora mianowany ze starszeństwem z 19 marca 1938 i 18. lokatą w korpusie oficerów artylerii. W marcu 1939 pełnił służbę w Generalnym Inspektoracie Sił Zbrojnych w Warszawie na stanowisku II oficera sztabu inspektora armii „na odcinku Łódź” gen. dyw. Juliusza Rómmla. W czasie kampanii wrześniowej był oficerem Oddziału II Sztabu Armii „Łódź”, a następnie Armii „Warszawa”. Po kapitulacji załogi Warszawy dostał się do niemieckiej niewoli. Przebywał kolejno w oflagach: IV B Königstein, II B Arnswalde i VII A Murnau .
Po wyzwoleniu, 29 kwietnia 1945 wyjechał do Włoch, gdzie wstąpił do II Korpusu Polskiego gen. W. Andersa. Awansowany do stopnia podpułkownika dyplomowanego. Po demobilizacji w 1947 początkowo przebywał w Wielkiej Brytanii, następnie wyjechał do Kanady, gdzie zamieszkał na stałe.
Zmarł 15 kwietnia 1977 w Kingston (Ontario, Kanada). Pochowany na cmentarzu w Westport.

## Ordery i odznaczenia
- Krzyż Srebrny Orderu Wojskowego Virtuti Militari (29 września 1939)[6]
- Krzyż Niepodległości (28 grudnia 1933)[7]
- Złoty Krzyż Zasługi (25 maja 1939)[8][2]